# ハイエナ小町
『ハイエナ小町』（ハイエナこまち）は、中村かなこによる少女漫画。
『別冊少女コミック』（小学館）に1996年7月号より1997年8月号まで掲載。全3巻。（現在は絶版）
愛知県東三河地区にある風変わりな中高一貫校・私立綾重（あやしげ）学園を舞台に、報われないとは知りながらも悩み、愚直に努力する少年少女たちの姿をコミカルに描いている。

## あらすじ
自由な校風で知られる私立・綾重学園には、生徒たちが芸能リポーターばりに、学園中で特ダネを探し回り、スクープ合戦を繰り広げる「学園報道」という奇妙な伝統があった。
そんな学園報道に熱中する新聞部部員・大澄きららは、兄の大澄ひびきの生徒会長就任に伴い、広報委員に抜擢される。きららのバイタリティが、編集方針がマンネリ化した学園広報紙「綾重学園だより」を活性化させることをひびきは期待したのである。
きららの初仕事は、映画への出演を拒否するようになった、映画研究会のマドンナ、黒沢姫子の出演拒否の理由を探ることだった。新入生の南聞太を従え、マドンナのもとに乗り込んだきららだったが、マドンナは南亜聞を用心棒に雇い、ガードを崩さなかった。
やがて、度重なる出演拒否に業を煮やした映画研究会の部員たちは、マドンナの出演拒否の理由が、マドンナの思い人（女性）が転校したためだと言いふらし始める。学園情報誌によるマドンナ・バッシングが繰り広げる中、きららはマドンナのもとに再び、単身で乗り込んでいく。それが、きららの記者としての本当の人生の始まりだった。そして、きららはスポットを浴びることのない、多くの人々と知り合っていく。

## 主な登場人物
大澄きらら （おおすみ きらら）
綾重学園3年生（中学3年生）。生徒会広報委員。もともと新聞部員だったが、兄の生徒会長就任に伴い、広報委員に抜擢される。保守的な広報委員会に反発し、独自の視点から、学園に起こる事件の真相に迫ろうとする。
大澄ひびき （おおすみ ひびき）
綾重学園生徒会長。きららの兄。ケンカをショーとしておこなうことを条件に合法化するなど、様々な改革を推し進める。冷静沈着な性格で、生徒からは教師以上に頼りにされている。南亜聞とは親友で、精神的に結びついている。
南聞太 （みなみ ぶんた）
綾重学園1年生（中学1年生）。きららの弟分的存在。南亜聞の弟。きららの記者魂に惚れ、きららと共にスクープ探しに奔走する。兄に対抗して、一昔前の不良のような格好をしているが、それがかえって上級生たちに「かわいい」と思わせてしまうことには気がついていない。
南亜聞 （みなみ あもん）
聞太の兄。ひびきの親友。通称「用心棒」。長身でハンサムなため、男女問わずもてるが、ひびきと精神的に結びついている。愛する女性のスキャンダルを発表することが出来ず、筆を折った過去がある。
鈴子 （りんこ）
新聞部員。きららの親友。酒もタバコもたしなむ不良少女。色男には目がない。
金山寺愛美 （きんざんじ まなみ）
ケンカ部主将。ひびきのケンカ合法化路線に従って、ショーとしてのケンカをとりしきる。亜聞に対しては甘く、いつもいいようにからかわれている。
大河内まどか （おおこうち まどか）
綾重学園の卒業生。元マドンナ。歴代マドンナの中でも伝説的な人物で、芸能界入りが決まっている。